# مركز الخاتم عدلان للاستنارة والتنمية البشرية

منظمة طوعية غير حكومية وغير ربحية. تأسس في يوليو 2007م و تم إغلاقه و مصادرة أصوله في 31 ديسمبر 2012 بعد صدور قرار من مفوضية العون الإنساني  بحجة الاستفادة من تمويل أجنبي و قد لقي هذا القرار انتقادات واسعة.
يعمل المركز في مجال العمل الطوعي والإنساني، ، حيث يهدف إلى نشر الاستنارة، وتنمية الأفراد ذهنيا وعمليا بإقامة الورش والمحاضرات والندوات التي تهدف لإدارة التنوع في بلد متعدد الأجناس والأعراق والثقافات كالسودان.قبل إغلاق المركز تعرض لإنتقادات و تهم بالفساد المالي و الإداري و استخدام أساليب غير أخلاقية في تصفية الخلافات التي نشبت في جمعيته العمومية. 

استمد المركز اسمه من المفكر الراحل الخاتم عدلان، مؤسس حركة القوى الجديدة الديمقراطية حق الذي كان قد أشار لضرورة إنشاء مركز للتنوير ، و قد تبنت الحركة هذه الرؤية في مؤتمرها الثالث و تم تكليف الدكتور الباقر العفيف بإنشاء هذه المؤسسة.
ويعتبر الخاتم عدلان من أهم اليساريين السودانيين، ولقد كان عضواً بالحزب الشيوعي السوداني، وتقدم -ومعه مجموعة من رفاقه- باستقالة جماعية في مطلع تسعينيات القرن المنصرم، وأسس مع مجموعة أخرى حركة سياسية جديدة حملت اسم حركة القوى الجديدة الديموقراطية«حق».

## روابط خارجية
- http://kacesudan.org/index.php